# Розенбергер, Вальдемар Карлович
Вальдемар (Владимир) Карлович Розенбергер (1848, Санкт-Петербург — 1918, Петроград) — русский инженер и лингвист-любитель, пропагандист искусственного языка неутраль.

## Биография
Родился в 1848 году в семье врача Карла Оттовича Розенбергера (1807—1866) и Александры Фёдоровны Зеге-фон-Лауренберг (1827—1891). После окончания школы изучал инженерное дело в Институте инженеров путей сообщения. После завершения учёбы работал в государственных учреждениях инженером-железнодорожником с 1873 года до выхода на пенсию в 1909 году.
В 1886 году изучил волапюк, самый успешный искусственный язык того времени. На конгрессе сторонников языка волапюк в Мюнхене в 1887 году был избран представителем России в Академии Волапюка, директором которой в 1893 году был избран, а с 1898 года был заместителем директора Академии.
Поскольку появление конкурирующего международного вспомогательного языка, эсперанто, привело к тому, что Волапюк потерял массовую поддержку, Академия предприняла попытку реформы под руководством Розенбергера, который в 1895 году предложил первый проект реформы, названный «Lingu Nov» .
Дальнейшее развитие этой реформы привело к созданию в 1902 году совершенно другого языка с натуралистической основой, Idiom Neutral, настолько отличного, что он больше напоминал реформированный эсперанто, чем волапюк, что вызвало отрицательную реакцию как среди волапюкистов, так и среди эсперантистов. С 1906 по 1915 год Розенбергер издавал на этом языке журнал «Progres».
В 1907 году Розенбергер предложил первый проект реформы языка, который получил название «Idiom neutral riformato» . Затем в 1909 году новый проект под названием «Idiom neutral modifikat» предложил бельгийский стенографист Жюль Мейсманс (1870—1943), после чего в 1912 году Розенбергер предложил окончательный проект под названием «Reform-Neutral», который вызвал меньший интерес, чем исходный проект Idiom neutral.
В 1918 году умер от пневмонии в Петрограде.

## Сочинения
- WK Rosenberger, Grammatik und Wörterbuch der Neutralsprache Idiom Neutral (Грамматика и словарь нейтрального языкового идиома Neutral), Лейпциг, 1902 г.
- В. К. Розенбергер, Cours de la langue universelle pratique Reform Neutral. Avec un preface du Dr. Jean Baudouin de Courtenay, Санкт-Петербург, 1912 г.